# Das Model
Singles de Kraftwerk
The Robots Neon Lights
Das Model (orthographié Das Modell dans sa publication originale de 1978), chanté en allemand, ou The Model, chanté en anglais, est un single de l'album Die Mensch-Maschine (The Man-Machine en version internationale) du groupe allemand Kraftwerk. La musique est strictement identique sur les deux versions linguistiques (la seule différence se situe donc au niveau du chant). Le titre est composé par Ralf Hütter et Karl Bartos pour la musique et écrit par Ralf Hütter et Emil Schult pour le texte. La version en anglais The Model a atteint la 1re place des charts britanniques en 1982 sur un single comprenant sur l'autre face la chanson Computer Love de l'album Computer World sorti en 1981. Le 45 tours est également sorti en France au printemps 1982 avec la mention N°1 en Angleterre sur la pochette. Les crédits mentionnent également The Model (re-mix), alors qu'il s'agit pourtant de la version originale de l'album de 1978.

## Classements
| Classement (1978)                | Meilleure position |
| -------------------------------- | ------------------ |
| États-Unis (Hot Dance Club Play) | 39                 |
| Pays-Bas (Single Top 100)        | 43                 |

| Classement (1982)                | Meilleure position |
| -------------------------------- | ------------------ |
| Afrique du Sud (Springbok Radio) | 16                 |
| Allemagne (Media Control AG)     | 7                  |
| Australie (Kent Music Report)    | 33                 |
| Irlande (IRMA)                   | 4                  |
| Pays-Bas (Single Top 100)        | 41                 |
| Royaume-Uni (UK Singles Chart)   | 1                  |

## Reprises
La chanson de Kraftwerk a fait l'objet de très nombreuses reprises.

### Version deRammstein
Singles de Rammstein
Du hast Stripped
Das Modell (orthographiée ainsi) a notamment été reprise dans sa version allemande par le groupe de Neue Deutsche Härte Rammstein. La chanson a été publiée en tant que single hors-album en novembre 1997, peu après la sortie de leur deuxième album Sehnsucht. Un clip a été tourné mais n'a jamais été révélé au grand public. Le single propose également un autre titre inédit, Kokain.

### Autres reprises
Outre celle de Rammstein, les reprises les plus connues de Das Model (ou de sa version anglaise The Model) sont les suivantes :
- En 1979 par Snakefinger sur l'album Chewing Hides the Sound
- En 1987 par Big Black sur l'album Songs About Fucking
- En 1992 par The Balanescu Quartet sur l'album Possessed
- En 1993 par la chanteuse RoBERT sur son premier album Sine
- En 2010 par Seu Jorge & Almaz dans leur album commun "Seu Jorge And Almaz"
- Par le groupe Ride.